# Malik Høegh
Malik Høegh (* 4. Dezember 1952) ist ein grönländischer Musiker.

## Leben
Malik Høegh besuchte 1970 einen Freund, der an der Sorø Akademi studierte. Dabei lernte er Per Berthelsen kennen und beide begannen Musik zu spielen und gründeten 1972 die Band Sumé, der später noch Emil Larsen und Hjalmar Dahl zustießen. Aqqaluk Lynge ließ sie in Kopenhagen vor Studenten auftreten und schließlich wurden sie beim Roskilde-Festival 1973 der Öffentlichkeit bekannt. Die Rockband wurde in ihrer Bestehenszeit bis 1977 in Grönland legendär. Erstmals entstand nichttraditionelle Musik in Grönland und die von Malik Høegh geschriebenen Texte stärkten den Unabhängigkeitswillen der Grönländer enorm, was darin resultierte, dass 1979 die Hjemmestyre eingeführt wurde, die Grönland mehr Autonomie zusicherte. Erst 1989 trafen sich die Bandmitglieder wieder und nahmen eine vierte Platte auf.
Für sein Wirken erhielt Malik Høegh 1992 den grönländischen Kulturpreis, 1995 zusammen mit Per Berthelsen den Koda Award und am 22. Juni 2018 den Nersornaat in Silber.